# Gestoorde hengelaar
Gestoorde hengelaar – krótkometrażowy, niderlandzki, niemy film komediowy. Premiera filmu sięga 29 listopada 1896, co czyni go najstarszym filmem w historii Holandii. Został wyreżyserowany przez M.H. Laddé oraz J.W. Merkelbach w języku niderlandzkim. Został rozdystrybuowany w studio Eerst Nederlandsch Atelier tot het vervaardigen van Films voor de Bioscoop en Cinematograaf van M.H. Laddé en J.W. Merkelbach. 
Film został zaprezentowany w Grand Théatre Edison. Film nie został zarchiwizowany. 
W filmie zagrało dwoje znanych komików: Lion Solser i Piet Hesse.